# Meron
Meron (Hebreeuws: מֵירוֹן) is een mosjav op de hellingen van de Meronberg, nabij Safed in het noorden van Israël.